# 일간투데이
일간투데이는 2003년 3월에 창간된 종합일간지이다. 지면 발행은 물론 온라인과 앱에서도 뉴스를 전하고 있다. 본사는 대한민국 서울특별시 중구 무교로15, 남강타워 11층에 위치해 있으며, 현재 포털사이트 구글, 다음, 네이트, 줌, 네이버포스트에 기사를 송고 하고 있으며 한국인터넷기자협회에 가입되어 있다. 사훈은 "신념을 지킵니다. 신뢰를 전합니다"이다.
주요 서비스는 메타버스 경제 관련 부등산‧증권‧경제‧산업‧탐사보도‧기획특집‧오피니언 등이며, 4차산업 정보도 독자 친화적인 기사와 다양한 콘텐츠로 만들어내고 있다. 사업 분야는 온‧오프라인 신문사업, 광고사업, 그 외 대외협력사업 등이 있다.
2018년 6월 신현승 사장이 제 2대 대표이사로 취임했다.

## 연혁
- 2021년 9월 - 사옥이전 (서울시 중구 무교로15, 남강타워 11층)
- 2021년 1월 - 유튜브 채널 개설 및 인간투데이, 신문을보다 등 3개 채널 운영
- 2020년 10월 - 카톡채널 개설 및 지면PDF서비스 개시
- 2018년 6월 - 제2대 대표이사 신현승 사장 취임
- 2018년 5월 - 법인명 변경 ㈜서울투데이 -> ㈜일간투데이, 청와대 출입시작
- 2016년 11월 - 사옥 이전 (인사동)
- 2014년 8월 - 구글 뉴스 검색 서비스 제휴
- 2014년 2월 - 줌 뉴스 검색 서비스 제휴
- 2012년 9월 - 한국인터넷기자협회 가입
- 2012년 6월 - 다음 뉴스, 네이트뉴스 검색 서비스 제휴
- 2012년 4월 - 한국ABC협회 전국 일간지 정회원 가입
- 2012년 3월 - 일간투데이 발행법인 ㈜서울투데이 창립 및 신만균 대표이사 회장 취임
- 2003년 3월 - 투데이뉴스 창간